# Antonio da Alatri
 (juillet 2025).
Antonio da Alatri ou Bitino, né à Alatri, est un peintre italien gothique qui fut actif au XIVe et début du  XVe siècle.

## Biographie
Antonio da Alatri a été probablement un disciple de Gentile da Fabriano. De formation gothique tardive il représente le seul élément encore connu d'une école de peinture jadis opérante dans la région du bas Latium durant les Trecento et Quattrocento.

## Œuvres
- Vierge à l'Enfant, Salvator Mundi, San Sebastiano, San Leonardo, Madonna di Loreto, San Sebastiano, ou Triptyque du Rédempteur (1425-1450), église Santa Maria Maggiore, Alatri
- Madonna della Delibera, Terracina
- Fresques évanescentes, églises San Domenico et San Francesco, Terracina.

## Sources
- (it) Cet article est partiellement ou en totalité issu de l’article de Wikipédia en italien intitulé « Antonio da Alatri » (voir la liste des auteurs).